# PGC 213868
LEDA/PGC 213868 ist eine Galaxie im Sternbild Löwe an der Ekliptik. Sie ist schätzungsweise 305 Millionen Lichtjahre von der Milchstraße entfernt.
Im selben Himmelsareal befinden sich u. a. die Galaxien NGC 3781, NGC 3784, NGC 3785, NGC 3826.